# Pro Rabirio perduellionis reo
La Pro C. Rabirio perduellionis reo ad quirites è un'orazione tenuta da Cicerone nell'anno del suo consolato, il 63 a.C., per difendere Gaio Rabirio, accusato di perduellio.

## Contenuti
Il senatore Gaio Rabirio fu accusato dell’uccisione del tribuno Saturnino, avvenuta nel 100 a.C.: Tito Labieno, con la pretesa di vendicare lo zio, propose una legge che desse al praetor urbanus (e non al popolo) l'incarico di nominare dei duumviri per giudicare il reo di perduellio, secondo una procedura non più utilizzata dall'epoca regia, che non prevedeva possibilità di difesa da parte dell'accusato e aveva come pena la morte per crocifissione. Come duumviri furono scelti Cesare e suo cugino Lucio G. Cesare.
Un processo celebrato a 37 anni dai fatti, retto da regole stabilite ex post, affidando il giudizio a duumviri che avevano poteri assoluti e senza appello, era un chiaro messaggio politico da parte dei populares, in cui era evidente il ruolo di Cesare, nei confronti degli optimates che volevano, con tutti i mezzi, impedire il sovvertimento delle istituzioni.
Cicerone che si ritrovava come avvocato difensore insieme a Ortensio Ortalo, prese la difesa di Rabirio per una questione di professionalità, in quanto riteneva necessario difendere, in qualità di console, un senatore, trasmettendo così anch'egli un messaggio politico alla fazione dei populares.
Di lì a poco, a fronte della congiura di Catilina Cicerone, da console, condannò a morte senza provocatio ad populum cinque congiurati, a causa di cui fu promulgata la conseguente lex Clodia.

## Storia
La Pro Rabirio è la quarta orazione pronunciata da Cicerone durante il suo consolato, dopo la De Roscio Othone e prima della De proscriptorum filiis.
L'opera ci è pervenuta mutila.